# Maciej Fortuna
Maciej Fortuna (* 13. September 1982 in Leszno) ist ein polnischer Jazztrompeter und -komponist, der auch als Musikproduzent für sein eigenes Plattenlabel Fortuna Music tätig ist.

## Leben und Wirken
Fortuna besuchte ab 1997 das Musikgymnasium Mieczysław Karłowicz, ab 2005 die Musikakademie Breslau, um anschließend an der Adam-Mickiewicz-Universität Posen Rechtswissenschaften zu studieren, wo er 2008 den Magister erwarb. Anschließend studierte er Trompete an der Musikakademie Karol Lipiński in Breslau fort, wo er Unterricht bei Piotr Wojtasik hatte. 2012 promovierte er an der Ignacy-Jan-Paderewski-Musikakademie Posen. 2011/12 wurde er vom polnischen Magazin Jazz Forum ausgezeichnet.
Er arbeitet seit Beginn der 2010er-Jahre mit Bandprojekten wie dem Maciej Fortuna Quintet, dem Switch On Quintet und dem Beimcik/Fortuna Quintet, mit denen eine Reihe von Alben entstanden. Mit seinem Trio, zu dem Bassist Jakub Mielcarek und Schlagzeuger Frank Parker gehören, widmet er sich Kompositionen polnischer Jazzkomponisten wie Andrzej Kurylewicz, Andrzej Trzaskowski, Janusz Muniak, Jerzy Milian oder Zbigniew Seifert. Ferner wirkte er bei Aufnahmen von Zbigniew Wrombel, Ernst Bier und Mack Goldsbury mit.

## Diskographische Hinweise
- Lost Keys (2010)
- Sahjia (2012, mit Piotr Lemańczyk, Krzysztof Gradziuk sowie Łukasz Ojdana)
- Solar Ring (2012)
- At Home (2013)
- Tropy (2013, mit Krzysztof Dys)[2]
- Maciej Fortuna / Krzysztof Dys: Maciejewski - Variations DUX (2014)
- Fortuna / Goldsbury / Minchello / Grassi: The Last of The Beboppers, Fortuna Music (2014)
- Maciej Fortuna Ethno Quartet: Zakhaar Fortuna Music (2014)